# Georges Robert
Georges Achille Marie Joseph Robert (Courseulles-sur-Mer, 31 gennaio 1875 – Parigi, 2 marzo 1965) è stato un ammiraglio francese, veterano della prima guerra mondiale dove si distinse al comando del cacciatorpediniere Mameluck, tanto che nel marzo 1916 fu citato all'ordine del giorno della flotta operante nell'Adriatico per il salvataggio di una nave da trasporto che era stata silurata, e per la partecipazione all'evacuazione dell'esercito serbo in Italia. Poco tempo dopo riceve le congratulazioni del Ministro della marina per aver catturato una nave tedesca a Syra (Grecia), arrestando anche alcune persone sospettate di spionaggio. Tra le due guerre mondiali comando della nave da battaglia Jean Bart, divenne membro del Conseil supérieur de la Marine nel gennaio 1931, e nell'aprile successivo assunse il comando della 1ª Squadra navale da battaglia a Tolone, alzando la sua insegna sulla nave da battaglia Provence.  Il 9 novembre 1932 fu nominato Ispettore generale della forze navali del Mediterraneo, lasciando il servizio attivo con il grado di viceammiraglio di squadra il 31 gennaio 1937, decorato con la Gran Croce di Cavaliere della Legion d'onore. All'atto dello scoppio della seconda guerra mondiale venne richiamato in servizio attivo con il grado di ammiraglio, e nominato Comandante del teatro di operazioni dell'Atlantico Ovest, con Quartier generale a Fort-de-France, nell'isola della Martinica. Nel giugno 1940, dopo la firma dell'armistizio di Compiègne, rimase fedele al governo di Vichy, e dopo l'entrata in guerra degli Stati Uniti, avvenuta nel dicembre 1941, negoziò sulla fiducia con il rappresentante del governo statunitense, il vicecapo delle operazioni navali ammiraglio Frederik J. Horne, un accordo in cui, in cambio del riconoscimento della sovranità del governo di Vichy sui possedimenti americani,  egli si impegnava a far sì che la squadra navale francese presente nelle Antille non prendesse parte ad alcuna operazione bellica. L'accordo decadde parzialmente nel maggio 1942, e definitivamente dopo l'inizio dell'operazione Torch, quando nonostante le pressioni statunitensi si rifiutò di aderire alle forze francesi libere del generale Charles de Gaulle, rimanendo fedele al Maresciallo di Francia Philippe Pétain. Lasciato l'incarico in seguito a un'insurrezione popolare appoggiata dai militari di stanza nella Martinica, il 14 luglio 1943 cedette il potere a un rappresentante del Comitato francese di Liberazione nazionale, e rientrò successivamente in Francia. Nel settembre 1944 fu arrestato, per essere poi processato davanti all'Alta Corte di Giustizia 14 marzo 1947 con l'accusa di collaborazionismo con il nemico, venendo condannato a 10 anni di lavori forzati, ridotti poi a tre anni, e quindi a sei mesi. Amnistiato, fu reintegrato nel grado e nelle decorazioni ricevute il 14 aprile 1954.

## Biografia

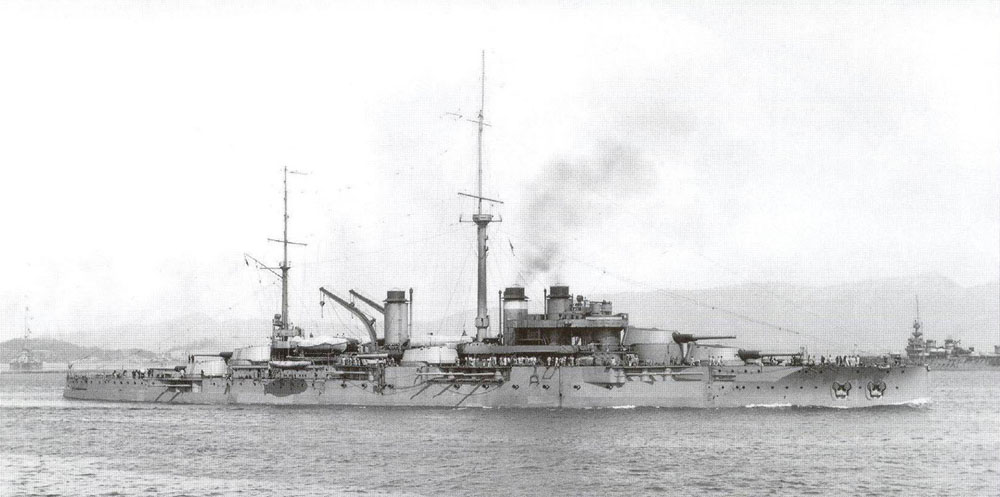
La nave da battaglia Jean Bart in una foto del 1924.

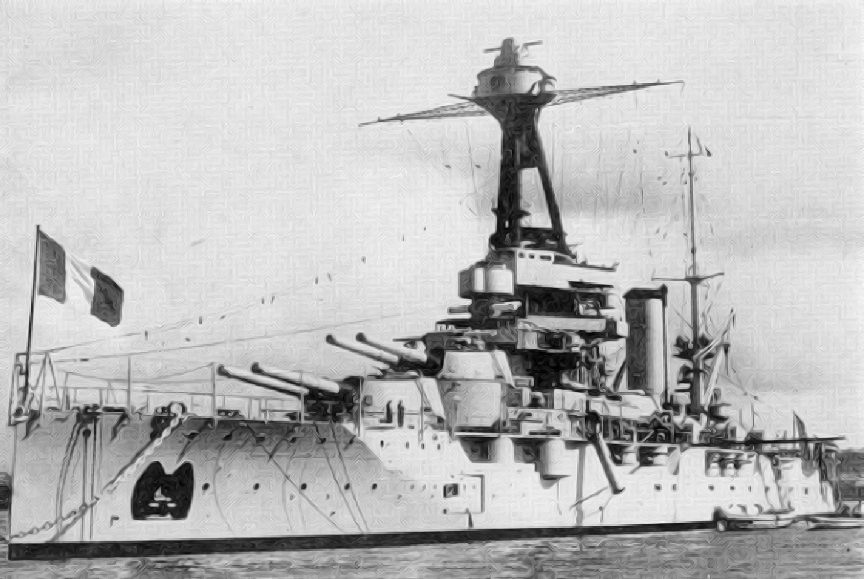
La corazzata Provence, nave ammiraglia della 1ª Squadra navale da battaglia.

Nacque a Courseulles-sur-Mer il 31 gennaio 1875, figlio di Edmond-Achille e Léontine-Marie Gombeaux, all'interno di una famiglia di produttori di merletti. Compì gli studi primari e secondari presso L'istituto Saint-Joseph di Caen, e nel Collegio navale di Cherbourg, e nel 1893, all'età di diciotto anni, entrò nella École navale.  Aspirante il ottobre 1896, dal 1 gennaio dell'anno successivo si imbarcò sulla nave da battaglia Magenta, appartenente alla Squadra del mediterraneo, passando poi sulla similare Charles Martel. Divenuto alfiere il 5 ottobre 1898, tra il 1899 e il 1900 fu imbarcato sull'avviso-trasporto Rance, appartenente alla Divisione navale dell'Oceano Indiano su cui compì una missione di rilevamento idrografico. Il 20 ottobre 1900 si imbarcò come vicecomandante sull'avviso-torpediniere Sainte Barbe, appartenente alla difesa mobile del porto di Dunkerque. L'8 febbraio 1902 sposò a Dunkerque la signorina Lucienne Henriette Eugénie Guinguet. Dal 1 gennaio 1903 a tutto il 1904, fu in servizio presso la Scuola meccanici siluristi, venendo promosso tenente di vascello il 12 ottobre 1905.
Le 4 febbraio 1906 assunse il comando del sottomarino Phoque, appartenente alla 2ª Flottiglia sommergibili della Manica, e l'anno successivo fu assegnato in servizio sulla nave scuola artiglieri Couronne ottenendo il brevetto di ufficiale d'artiglieria. 
Il 1 gennaio 1909 si imbarcò sull'incrociatore corazzato Amiral Aube, e dal 1 gennaio 1911 al 1912 prestò servizio presso lo Stato maggiore generale della Marine nationale a Parigi. 
Il 1 gennaio 1914 passò in servizio sulla nave da battaglia Justice in qualità di aiutante di campo del contrammiraglio Antoine Tracou, comandante di una divisione della 2ª Squadra da battaglia partecipando, dopo lo scoppio della prima guerra mondiale, ad operazioni del Mediterraneo e nell'Adriatico. Nell'agosto del 1915 assume il comando del cacciatorpediniere Mameluck, e nel marzo 1916 viene citato all'ordine del giorno della flotta operante nell'Adriatico per il salvataggio di una nave da trasporto che era stata silurata, e per la sua partecipazione all'evacuazione dell'esercito serbo in Italia. Poco tempo dopo riceve le congratulazioni del Ministro della marina per aver catturato una nave tedesca a Syra (Grecia), e per l'arresto di alcune persone sospettate di spionaggio. 
Nell'ottobre 1916 entra in servizio presso la Direzione centrale dell'artiglieria navale, ed è promosso capitano di fregata il 27 dicembre dello stesso anno. Nel maggio 1918 assume il comando del cacciatorpediniere Commandant Rivière, e nel 1919 del cacciatorpediniere Casque.
Capitano di vascello il 9 marzo 1921, assume il comando della nave da battaglia Jean Bart operante nel Levante. Promosso contrammiraglio il 5 novembre del 1926, nel maggio 1928 diviene comandante della Flottiglia cacciatorpediniere della 1ª Squadra navale da battaglia, alzando la sua insegna sul cacciatorpediniere Jaguar.  Promosso viceammiraglio il 15 aprile 1930, diviene membro del Conseil supérieur de la Marine nel gennaio 1931, e nell'aprile successivo assume il comando della 1ª Squadra navale da battaglia a Tolone, alzando la sua insegna sulla nave da battaglia Provence (1 aprile-1 settembre 1931) e poi sulla Lorraine (1 settembre 1931-9 novembre 1932).  Il 9 novembre 1932 è nominato Ispettore generale della forze navali del Mediterraneo, incarico che lascia, insieme al servizio attivo, il 31 gennaio 1937, decorato con la Gran Croce di Cavaliere della Legion d'onore.
All'atto dello scoppio della seconda guerra mondiale viene richiamato in servizio attivo dal governo Édouard Daladier con il grado di ammiraglio, nominato Comandante del teatro di operazioni dell'Atlantico Ovest, con Quartier generale a Fort-de-France, nell'isola della Martinica, dove giunse a bordo dell'incrociatore leggero Jeanne d'Arc. Durante il periodo delle ostilità, organizzò la difesa delle comunicazioni marittime in collegamento con la sua controparte britannica delle Bermuda.
Nel giugno 1940, dopo la firma dell'armistizio di Compiègne, mantenne la più stretta neutralità, rifiutando le risoluzioni emesse dal Consiglio generale della Martinica (14 giugno 1940)  e della Guadalupa e della Guyana che, tenuto conto del fatto che era stata esercitata una pressione esterna sul Parlamento francese, richiedevano il trasferimento ad essi dei poteri parlamentari in applicazione dell'articolo 1 della legge di 15 febbraio 1872. Coadiuvato dal governatore della Guadalupa Constant Sorin, represse queste iniziative adottando un regime autoritario. Il 27 ottobre 1940, su istruzioni del governo di Vichy, sciolse i consigli generali di Martinica, Guadalupa e Guyana, e bandì i partiti politici e i sindacati, sostituì alla guida delle comunità locali le persone regolarmente elette, con uomini e donne di sua assoluta fiducia provenienti da ambienti conservatori della borghesia bianca (béké), mise sotto censura i giornali, e impose il crocefisso in ogni aula scolastica.
Inoltre ogni iniziativa a favore delle forze libere francesi del generale Charles de Gaulle fu duramente perseguita, arrestando ed internando i dissidenti, ed erogando ad ognuno decine di anni di carcere. Chi lasciava le isole per unirsi alle forze di de Gaulle rischiava la condanna a morte, emessa anche in contumacia. Dall'altro lato gli ebrei furono sì schedati, ma mai perseguitati, e si arrivò a proiettare nei cinema il film di Charlie Chaplin Il grande dittatore.
Dopo l'entrata in guerra degli Stati Uniti, avvenuta nel dicembre 1941, negoziò sulla fiducia con il rappresentante del governo statunitense, il vicecapo delle operazioni navali ammiraglio Frederik J. Horne, un accordo in cui, in cambio del riconoscimento della sovranità del governo di Vichy sui possedimenti americani, egli si impegnava a far sì che la squadra navale francese ivi presente non prendesse parte ad alcuna operazione bellica. Essa era composta dalla portaerei Béarn, dagli incrociatori leggeri  Émile Bertin e Jeanne d'Arc, dagli incrociatori ausiliari Barfleur e Quercy, dalla petroliera Var, e dall'avviso Ville d'Ys. Oltre ai soldati della guarnigione di stanza nella Martinica, la portaerei Bearn era carica di aerei statunitensi ceduti dagli Stati Uniti d'America prima della firma dell'armistizio, e a bordo dell'Émile Bertin si trovavano 186 tonnellate di oro della Banca di Francia che erano state trasferite lì per motivi di sicurezza. La situazione cambiò nel maggio 1942, quando il governo statunitense ruppe le relazioni diplomatiche con quello di Vichy, e impose un parziale blocco alle esportazioni verso i possedimenti francesi che portò a una penuria di generi alimentari, cui rispose con l'adozione di un severo razionamento, e di carburante. Vennero a mancare beni di prima necessità come farina, carne salata, sapone, e stoffa, sostituiti nel miglior modo possibile dalle produzioni locali, e si arrivò al punto di tagliare la benzina con il rum per alimentare le automobili. Vi fu anche un impressionante aumento della mortalità infantile, e il periodo divenne noto tra la popolazione locale come an tan Robé (al tempo di Robé).
Dopo l'inizio dell'Operazione Torch il governo di Washington iniziò ad esercitare pressioni su di lui al fine di ottenere il disconoscimento dell'autorità di Vichy sui possedimenti francesi nelle Antille e della Guyana. Al suo netto rifiuto l'US Navy mise in atto ancora più duro un blocco navale attorno alle isole, che portarono allo scoppio di disordini tra la popolazione, culminati con una vera insurrezione avvenuta il 24 giugno davanti al monumento ai caduti di Fort-de-France, al grido di vive la France, vive de Gaulle!, mentre la marina degli Stati Uniti iniziò, nel contempo, i preparativi per lo sbarco di truppe. Il 29 giugno iniziò un aperto ammutinamento a favore di De Gaulle tra le truppe di stanza nella caserma di Camp Balata,  un sobborgo della capitale, dapprima tra le file della 3ª Compagnia comandata dal tenente Ranvoisé,  e poi via via diffusosi tale le file della 9 compagnie di soldati al comando del maggiore Tourtet.  Dall'altro lato il governo di Pierre Laval gli diede ordine di autoaffondare le navi in mare aperto, cosa che si rifiutò di fare
Rifugiatosi a bordo dell'incrociatore leggero Émile Bertin, egli minaccio di aprire il fuoco contro i rivoltosi, ma non fece mai eseguire tale ordine, prendendo tempo fino al 30 giugno 1943, quando grazie al lavoro di mediazione del viceammiraglio francese Raymond Fénard, che si trovava a Washington, accettò di trasferire i suoi poteri ad un rappresentante del CFLN, Henri Hoppenot, cosa che avvenne il 14 luglio. Poco dopo Hoppenot designo come suo successore a governatore René Ponton. Evacuato via Porto Rico negli Stati Uniti, ritornò in Francia dove, insignito dell'Ordine della francisca, fu ricevuto a Vichy da Philippe Pétain, rimanendo in servizio presso il Ministero della marina fino al 1 settembre 1944.
Accusato di collaborazionismo con il nemico, nel settembre 1944 fu incarcerato a Fresnes, venendo messo in libertà provvisoria il 24 marzo 1946. Comparve davanti all'Alta Corte di Giustizia il 14 marzo 1947, venendo condannato a 10 anni di lavori forzati. La condanna, ridotta a tre anni, e poi a sei mesi, fu sospesa su richiesta della stessa Alta Corte di Giustizia, che notò come egli era rimasto favorevole agli inglesi anche dopo l'operazione Catapult (3 luglio 1940), non aveva attuato alcun provvedimento militare dopo l'occupazione dell'isola di Saint Pierre e Miquelon da parte della FNLF, e che la sua obbedienza al governo di Vichy fosse rimasta solo formale e a scopo di salvaguardare i possedimenti francesi, che non aveva prestato giuramento al capo dello stato Pétain, giudicandolo superfluo. Inoltre le stesse autorità statunitensi testimoniarono a suo favore. Uscì dal tribunale come uomo libero, e sei mesi dopo la pena gli fu rimessa e in seguito all'amnistia fu reintegrato nel grado e nelle decorazioni ricevute il 14 aprile 1954.  La pena gli venne cancellata definitivamente sei mesi dopo, e si spense a Parigi il 2 marzo 1965.

## Pubblicazioni
- La France aux Antilles de 1939 à 1943,  Plon, Paris, 1950.

### Annotazioni
1. ↑  Era il maggiore di cinque figli.
2. ↑  Il CG della Martinica votò anche la continuazione della lotta a fianco degli Alleati.
3. ↑  Principali istigatori della rivolta furono Victor Sévère (1867-1957), ex sindaco di Fort-de-France, ed Emmanuel Rimbaud, un bianco di sentimenti gollisti.

### Fonti
1. 1 2 3 4 5 6 7 8 9 10 11 12 13 14 15 16 17 18 19 20  Espace Tradition de l'Ecole Navale.
2. 1 2 3 4  Vascotto 2011, p. 13.
3. 1 2 3 4  Jalabert 2004, p. 53.
4. 1 2 3 4 5  Geo.
5. 1 2  Jalabert 2004, p. 57.
6. 1 2 3  Adélaïde-Merlande 2002, p. 79.
7. 1 2 3 4 5 6  Vascotto 2011, p. 14.
8. ↑  Jalabert 2004, p. 61.
9. 1 2 3  Jalabert 2004, p. 59.
10. ↑  Jalabert 2004, p. 54.